# Андерс Арбореліус
Ларс Андерс Арбореліус (швед. Lars Anders Arborelius; нар. 24 вересня 1949, Соренго) — шведський римо-католицький єпископ, кармеліт босий, єпископ дієцезії Стокгольма з 1998 року, голова Скандинавської єпископської конференції в 2005—2015 роках, кардинал-священник з 2017 року.

## Життєпис
Андерс Арбореліус народився 24 вересня 1949 року в Соренго (Швейцарія) у сім'ї шведів, а виростав у Лунді. Він був вихований у лютеранстві, але завжди виявляв великий інтерес до контемплятивного життя, кажучи: «Я завжди прагнув до життя молитви та мовчазної адорації». У 20 років прийняв католицтво. Спочатку, після навернення, хотів стати дієцезальним священником, але після прочитання автобіографії святої Терези з Лізьє в 1971 році вступив до Ордену кармелітів босих. 8 грудня 1977 року склав вічні обіти в Брюгге (Бельгія), де невдовзі отримав науковий ступінь з філософії та богослов'я. Вивчав також сучасні мови (англійську, іспанську та німецьку) в Лундському університеті. Після здобуття докторського ступеня на Папському богословському факультеті Терезіанум у Римі він був висвячений на священника в Мальме 8 вересня 1979 року.

## Єпископ
17 листопада 1998 року Папа Іван Павло ІІ призначив Андерса Арбореліуса єпископом Стокгольма, а 29 грудня 1998 року в Соборі святого Ерика в Стокгольмі він отримав єпископські свячення з рук Губерта Бранденбурга тоді вже єпископа-емерита стокгольмського. Співсвятителями були Вільям Кенні, єпископ-помічник Стокгольма та Альфонс Носсоль, єпископ Ополя. Андерс Арбореліус замінив Губерта Бранденбурга на посаді єпископа дієцезії Стокгольма. Він став першим етнічним шведом і другим скандинавським католицьким єпископом з часів протестантської Реформації. У жовтні 2005 року став головою Скандинавської єпископської конференції і обіймав цю посаду до 9 вересня 2015 року.

## Кардинал
21 травня 2017 року Папа Франциск оголосив про іменування Андерса Арбореліуса першим шведським кардиналом. На консисторії 28 червня 2017 року папа Франциск проголосив його кардиналом-священником, а як титулярну церкву передав йому храм Санта-Марія-дельї-Анджелі-е-деї-Мартірі. 6 грудня урочисто введений у свою титулярну церкву. 23 грудня 2017 року Папа призначив кардинала Арбореліуса членом Папської ради сприяння єдності християн, а 6 серпня 2019 року — членом Конгрегації Східних Церков. 13 липня 2022 року призначений членом Дикастерії у справах єпископів.
Автор книг на кармелітську, релігійну та містичну тематику.